# Cottagecore

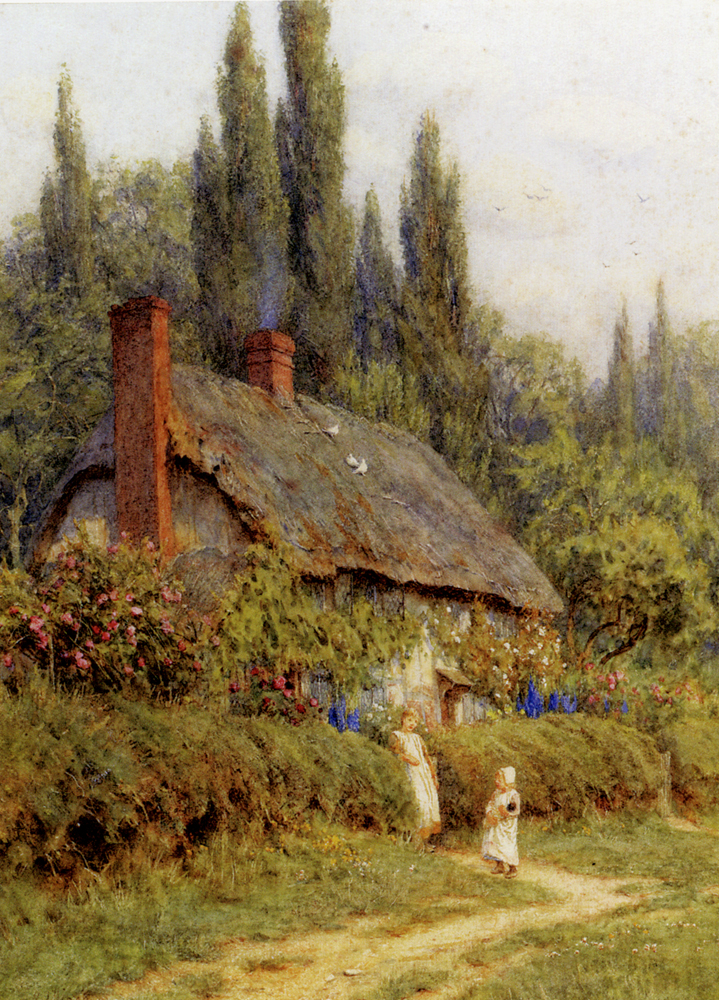
Een geromantiseerd beeld van het Britse platteland

Cottagecore is een modestijl die gepopulariseerd werd door jongeren en die teruggrijpt op een geromantiseerd Europees en vooral Brits plattelandsleven. De stijl ontstond in de loop van de jaren 10 en werd in 2018 voor het eerst als cottagecore benoemd op de microbloggingsite Tumblr.
De elementen van cottagecore bevredigen een behoefte aan een ambitieus soort nostalgie en vormen tegelijk een escapistische omgang met stress. De stijl idealiseert een eenvoudig leven en het pastoralisme als een vlucht van maatschappelijke veranderingen of zelfs ontwrichting. Cottagecore werd op de sociale media zeer populair tijdens de coronapandemie, met name in de lockdowns van 2020.
De stijl was enige tijd populair onder LHBT-ers en dan met name lesbische vrouwen. Er wordt een nostalgisch verband met de lesbische plattelandscommunes van het women's land in gezien.